# Nea Kifissia BC
O Nea Kifissia Basketball Club é um clube profissional de basquetebol sediado na cidade de Kifissia, Grécia que atualmente disputa a Liga Grega. Foi fundado em 1994 e manda seus jogos na Zirineio Indoor Hall com capacidade para 1.500.